# Miroslav Hrabě
Miroslav Hrabě (* 6. května 1981 Znojmo) je český divadelní, muzikálový a filmový herec a dabér. Věnuje se také moderování.

## Životopis
Narodil se ve Znojmě, kde vystudoval místní Gymnázium Dr. Karla Polesného. Poté se mu podařilo nastoupit jako elév do Městského divadla Cheb, poté následovala studia herectví na pražské DAMU. Po ukončení studia nastoupil do stálého angažmá u Městských divadel pražských.
K vidění v divadle ABC byl v inscenacích Poprask na laguně, Arthurovo Bolero, Úžasná svatba, Spor, Frederick, Veselé paničky windsdorské, Tři muži ve člunu, účinkoval v Letních shakespearovských slavnostech v Králi Learovi a Romeu a Julii. Aktuálně hraje v Divadle Radka Brzobohatého v inscenacích Tančírna, Sodoma Gomora a A pak už tam nezbyl ani jeden (aneb Deset malých černoušků).
Uplatnil se i v muzikálech, za sebou má dvě role: v Divadle Kalich v muzikálu Touha ztvárnil roli Bena, v Divadle Hybernia hraje prince Miroslava v Kapce medu pro Verunku.

## Herecká filmografie
- 2004 - Pf 77 (Kamil)
- 2004 - Vražda kočky domácí (Mirda)
- 2004 - Bolero (tanečník flamenca)
- 2006 - Sůva z nudlí (Bertrand)
- 2008 - Nejkrásnější hádanka

## TV seriály
- 2005 - Redakce
- 2007 - Hraběnky
- 2007 - Světla pasáže (Max)
- 2008 - Nemocnice na kraji města – nové osudy
- 2008 - Ordinace v růžové zahradě (David Choděra)
- 2008 - Expozitura (Robert)
- 2009 - Pojišťovna štěstí (Matěj)
- 2012 – Gympl s (r)učením omezeným (Pavel Hlavatý)

## Dabing
- 2003 – Mezi námi děvčaty
- 2006 – Iréne
- 2007 – Erasmus a spol.
- 2008 – Sex Traffic
- 2015 - Alenka - dívka, která se nestane (Arik Sapojkov 13-24 série)